# Пам'ятник Іванові Франку (Івано-Франківськ)
Пам'ятник Іванові Франку в Івано-Франківську — пам'ятник українському письменникові, поету, вченому і мислителю Іванові Яковичу Франку в обласному центрі України місті Івано-Франківську.

## Загальні дані
Івано-Франківський пам'ятник Іванові Франку встановлений у середмісті по вулиці Незалежності біля будівлі Івано-Франківського академічного обласного музично-драматичного театру, що також носить ім'я Каменяра. І площа, на якій встановлено пам'ятник, названа іменем Івана Франка.
Автори пам'ятника — скульптори Любомир Яремчук та Микола Посікіра.

## Опис
Монументальний комплекс пам'ятника Іванові Франку в Івано-Франківську відображає високу постать Івана Франка, що крокує, встановлену на гранітному постаменті.
Автори намагалися виразно виділити у скульптурі обличчя, груди і руки, які разом з динамічною постаттю символізують задуманого поета і філософа, що в русі заглибився у свої думки. За спиною скульптури — два елементи — мов спалахи вогню, які одночасно є тлом для пам'ятника, що органічно вписується у ландшафт площі.

## З історії пам'ятника
В Івано-Франківську за СРСР було погруддя Івана Франка по вулиці Івана Франка, 28. 1978 року здійснено реконструкцію пам'ятника з села Опришівців (1956 рік; автор Анатолій Болюк).

Пам'ятник Леніну на місці сучасного пам'ятника Франку

У місті, що носить ім'я Каменяра, постало питання про вшанування поета у більш монументальній пам'ятці, що було вирішено вже за незалежності України, причому в середмісті на великому майдані. Слід відмітити, що ще на початку 1960-х років тодішньою радянською владою на цьому місці було поставлено пам'ятник Ульянову-Леніну, а 9 жовтня 1990 року його було демонтовано. Оскільки найбільша площа міста «осиротіла» й з архітектурного ансамблю випадала його центральна вісь, було висловлені різноманітні пропозиції по заповненню цієї ніші, але поряд з пропозиціями побудови величного фонтану, чи пам'ятника Шевченкові, можновладці та громадськість схилилися до думки увічнити в місті з найменням Івано-Франківськ видатного українського письменника, просвітителя Івана Яковича Франка. Відтак, 26 серпня 1995 року в історії міста відбулася важлива подія — урочисте відкриття пам'ятника Іванові Франку на вулиці Незалежності.
У 2001 році провадились реставраційні роботи монумента (В. Каменщик).
Нині (2000-ні) пам'ятник Франкові в місті — не лише місце вшанування Каменяра, зокрема, в його чергові річниці, а й майданчик народних зборів, проведення різноманітних акцій, висловлення громадянської позиції активно мислячих івано-франківців.

## Виноски
1. ↑  Перелік пам'яток історії, монументального мистецтва та археології національного значення, які заносяться до Державного реєстру нерухомих пам'яток України (додаток до постанови Кабінету Міністрів України від 27 грудня 2001 р. N 1761)(укр.)
2. ↑  Пам'ятник Івану Франку (Івано-Франківськ) на www.mapia.ua. Архів оригіналу за 27 вересня 2017. Процитовано 4 червня 2010.
3. ↑  За рішенням сесії міської Ради в Івано-Франківську демонтовано пам'ятник Леніну на www.ivfrankivsk.if.ua. Архів оригіналу за 14 березня 2022. Процитовано 22 березня 2022.

## Джерело-посилання
- Перелік пам'ятників і пам'ятних знаків в населених пунктах Івано-Франківської області, встановлених на вшанування Каменяра [Архівовано 22 червня 2015 у Wayback Machine.] на Івано-Франківська обласна універсальна наукова бібліотека ім. І. Франка [Архівовано 21 серпня 2009 у Wayback Machine.]